# صفحات في تاريخ جيفارا (كتاب)
كتاب صفحات في تاريخ جيفارا الثائر والعاشق والمتمرد أرنستو جيفارا دي لاسيرنا الملقب تشي الطبيب والشاعر، وعازف الجيتار والثائر والمصور الفتوغرافي، وصائد الفراشات، والشجاع البطل، والعلامة البارزة من علامات النصف الثاني من القرن العشرين. أظهر الكتاب حياة تشي مع تلمس وفهم الجوانب النفسية والأنسانية لحياته، الكتاب سلم من التطويل والحشو وكان أسلوب المؤلف مشوق جداً أيضاً كان يتحدث بحب وإعجاب عن تشي ولم يمنعه من قول الحقيقة والإنصاف.

## مميزات الكتاب
من أهم خصائص الكتاب أنه ليس سيرة ذاتية لتشي جيفارا فقط بل قدم المؤلف أحمد ناصيف دراسة لهذا الثائر في سياقه التاريخي والتكويني مع صياغة لفكر جيفارا السياسي والثوري وتناول عوامل التكوين الذاتي والتطور النفسي التي دفعت بطبيب أرجنتيني من الطبقة المتوسطة أن يعلن ثورة ويكون أشهر ثائر في القرن العشرين، كما أجاب الكتاب على سؤال كبير بعنوان لماذا أصبح جيفارا أسطورة.

## محتوى الكتاب
يبدأ الكتاب من المراحل الأخيرة في حياة جيفارا الحصار والاغتيال من قبل وكالة الاستخبارات الأمريكية الـ وكالة المخابرات المركزية ثم يبدأ في سرد تاريخي لحياته منذ طفولته وشبابه ثم رحلته الشهيرة في أرجاء أمريكيا اللاتينية مع صديقة ألبرتو غرانادو والتي كتبها تشي وأصدرها في كتاب يوميات دراجة نارية، كما كان لكاسترو الثائر الكوبي فصل كامل في الكتاب يحكي قصة هذا الثنائي كاسترو وتشي.

## وصلات خارجية
- صفحة الكتاب على موقع دار الكتاب العربي للنشر والتوزيع.
- صفحة الكتاب على موقع قود ريدز.